# Karlskoga (đô thị)
Đô thị Karlskoga (Karlskoga kommun) là một đô thị trong hạt Örebro ở miền trung Thụy Điển. Thủ phủ nằm ở thành phố Karlskoga.
Karlskoga được thành lập như là khu tự quản nông thôn khi đạo luật chính quyền địa phương Thụy Điển có hiệu lực vào năm 1863. Năm 1925 phía Nam đã được tách ra, tạo thành đô thị Degerfors. Năm 1940, toàn bộ khu tự quản này, bao gồm cả các khu vực phi thành thị, trở thành một thành phố. Những danh hiệu này đã bị bãi bỏ năm 1971.